# Ange bleu (label)
Pour les articles homonymes, voir Ange bleu et Blauer Engel.

La vignette de l'ange bleu

L'Ange bleu (Der Blaue Engel) est un label environnemental d'origine allemande, créé en 1978.

## Fonctionnement
Géré par l'Agence fédérale de l'Environnement (Allemagne), le label est décerné sur délibération du Jury Umweltzeichen, composé de 13 membres (associations de défense de l'environnement, de défense des consommateurs, syndicats, etc.).
Le label est attribué à des produits qui, tout en ayant une démarche de réduction des effets néfastes de leur production sur l'environnement, peuvent être considérés comme aussi fiables, qualitatifs et sécurisés que les autres. Il peut y avoir des produits sur le marché qui ne portent pas l'Ange Bleu même s'ils répondent aux critères, car il est seulement donné sur demande.
Il n'est décerné qu'à des produits conformes à un cahier des charges réputé particulièrement strict.
On compte pas moins de 4 000 produits portant la certification en Allemagne.
L'Ange Bleu est membre du Global Ecolabelling Network.

## Fiabilité
Il est considéré comme ayant un indice de fiabilité de responsabilité complète AA pour le papier par la WWF.

## Logo
Le logo de l'Ange bleu reprend le sigle du Programme des Nations unies pour l'environnement (PNUE).